# László Szentgróthy
László Szentgróthy (ur. jako Lajos Schwarz 11 października 1891 w Esztergomie, zm. ?) – węgierski pływak, uczestnik Letnich Igrzysk 1912 w Sztokholmie.
Na igrzyskach w 1912 roku wystartował w wyścigu na 100 metrów stylem dowolnym, lecz odpadł w eliminacjach oraz na 100 metrów stylem grzbietowym, gdzie doszedł do półfinałów.